# Amazio
Amazio (in latino: Amatius; Roma, ... – 44 o 43 a.C.) è stato un politico romano di umili origini che pretendeva di essere il figlio del  figlio (quindi nipote) del grande generale romano Gaio Mario e per questo chiamato anche Amatius Pseudomarius.
Alla morte di Giulio Cesare nel 44 a.C., Amazio si propose per diventare il nuovo leader della repubblica romana e, si racconta, volesse fare erigere un altare in onore di Cesare nel punto in cui il suo corpo era stato cremato. Fu però fatto arrestare dal console Marco Antonio e messo a morte senza processo. Questo atto illegale fu approvato dal senato romano in conseguenza dei vantaggi che potevano derivarne. Valerio Massimo riporta che il suo vero nome era Erofilo.